# Luis Aníbal Barrios Ugalde
Luis Aníbal Barrios Ugalde (Ovalle, el 10 de agosto de 1875 - Santiago, el 4 de abril de 1962) fue un político, diputado y abogado chile. Era hijo de  de Francisco Barrios Montt y Jovita Ugalde Campusano y estuvo casado con Aurelia Sánchez.
Hizo sus estudios de Humanidades en el Liceo de La Serena y cursó leyes en la Universidad de Chile, graduándose como abogado el 22 de junio de 1899, a los 22 años de edad. Inició de inmediato su carrera profesional en la ciudad de Antofagasta, empleado como consultor de Bancos y Compañías Salitreras, hasta que su ambición juvenil de hacer fortuna le hizo dedicarse a la minería, marchando a la explotación de estaño en Bolivia y del salitre en Atacama.

## Actividades públicas
- Militante del Partido Radical.
- Ministro subrogante de Hacienda (1912), reorganiza las finanzas públicas y estabiliza la moneda.
- Diputado por Osorno (1915-1918); integrante de la comisión permanente de Agricultura y Colonización.
- Ministro de Hacienda (1918), intervino para mejorar la inversión salitrera del norte y carbonífera de Arauco; fijación del tipo de conversión y reformas al arancel aduanero.
- Delegado de Chile en la Cumbre de Finanzas celebrada en Roma, Italia (1932).
- Director del Banco Central (1938-1942).
- Presidente de la Junta de Exportación Agrícola Nacional (1942).
- Presidente del Tribunal Calificador de Elecciones (1945).
- Socio del Club de La Unión y de la Sociedad Nacional de Agricultura.